# Douville-en-Auge
Douville-en-Auge – miejscowość i gmina we Francji, w regionie Normandia, w departamencie Calvados.
Według danych na rok 1990 gminę zamieszkiwało 188 osób, a gęstość zaludnienia wynosiła 30 osób/km² (wśród 1815 gmin Dolnej Normandii Douville-en-Auge plasuje się na 698. miejscu pod względem liczby ludności, natomiast pod względem powierzchni na miejscu 781.).